# Eodorcadion glaucopterum
Eodorcadion glaucopterum là một loài bọ cánh cứng trong họ Cerambycidae.